# Teodoro Vilardebó
Teodoro Miguel Simón Vilardebó Matuliche (Montevideo, 9 de noviembre de 1803 - ibídem, 29 de marzo de 1857) fue un médico, naturalista e historiador uruguayo.

## Biografía
Era hijo del marino catalán Miguel Antonio Vilardebó y de la uruguaya Martina Matuliche, de origen croata (hija a su vez de Šime Matulić, oriundo de la isla de Brač). Su padre, Miguel Antonio, había participado en la Junta de Montevideo, previa a la emancipación de Argentina y Uruguay respecto a España. Tras comenzar la guerra de la independencia, su padre huyó a Río de Janeiro junto a su familia, y lo envió a estudiar primero a Barcelona y luego a París, donde realizó sus estudios de doctorado en 1830.
Tres años más tarde, en 1833, Teodoro regresa al Uruguay y convalida su título de médico. Poco después es nombrado miembro de la Junta de Higiene. En 1837, se dedicó a la historia natural y al estudio de fósiles, por lo que pasó a formar parte de la Biblioteca Nacional junto a su fundador, Dámaso Antonio Larrañaga. También se dedicó al estudio de documentos históricos uruguayos y destinó fondos para la creación de la primera carta geográfica del país.
En 1841 y 1842, recopiló dos grupos de palabras charrúas, aunque de dos fuentes indirectas. Este compendio de unas 70 palabras es el único registro sobre esta lengua y se conoce como Códice Vilardebó.
Es uno de los testigos de la primera toma fotográfica realizada en Montevideo el 29 de febrero de 1840 por el Abate Comte, y escribe una crónica al respecto en el periódico El Nacional.
En 1843, con Andrés Lamas, fundan el Instituto Histórico y Geográfico del Uruguay.
Durante la Guerra Grande, se radica en París y vuelve al Uruguay recién en 1853, tras dos años de haber acabado el conflicto bélico.
La fiebre amarilla, que estaba causando muertes en Brasil, se expandió por el Uruguay en 1857, causando víctimas mortales. Vilardebó contrajo la enfermedad mientras atendía a unos pacientes que la padecían y murió pocos días después, tras una larga agonía.

## Homenajes
Existe un hospital psiquiátrico que lleva su nombre en el barrio montevideano de Reducto, el Hospital Vilardebó.
Además de una calle en el barrio de villa del parque Buenos Aires, Argentina, la calle Teodoro Vilardebó.